# Pardulus van Laon
Pardulus van Laon was van 847 tot 857, bisschop van Laon in het huidige departement Aisne in Frankrijk. Hij is bekend omdat hij in het midden van de negende eeuw deelnam aan de theologische controverse over de dubbele predestinatie. Er is een brief van hem aan Hincmar van Reims bekend.

## Voetnoten
1. ↑  ook wel Pardoul, Pardule de Laon, Pardulus Laudunensis.
2. ↑  (la)  , pagina in Frankrijk, online tekst in het Latijn.